# 乌祖
乌祖（法語：Ouzous）是法国上比利牛斯省的一个市镇，位于该省西部，属于阿尔热莱斯加佐斯特区。该市镇总面积4.76平方公里，2009年时的人口为202人。

## 人口
乌祖人口变化图示